# Rajavaara (kulle i Lappland, Östra Lappland)
Rajavaara är en kulle i Finland. Den ligger i Savukoski i landskapet Lappland, i den norra delen av landet, 900 km norr om huvudstaden Helsingfors. Toppen på Rajavaara är 341 meter över havet.
Terrängen runt Rajavaara är huvudsakligen platt, men norrut är den kuperad.Trakten runt Rajavaara är nära nog obefolkad, med mindre än två invånare per kvadratkilometer. Det finns inga samhällen i närheten. 